# Ancorina nanosclera
Ancorina nanosclera är en svampdjursart som beskrevs av Claude Lévi 1967. Ancorina nanosclera ingår i släktet Ancorina och familjen Ancorinidae. Inga underarter finns listade i Catalogue of Life.